# 美鳥の日々
『美鳥の日々』（みどりのひび）は、井上和郎による日本のラブコメ漫画作品、及びこれを原作とするテレビアニメ。話数カウントは「DAYS○」。

## 概要
小学館の少年漫画雑誌『週刊少年サンデー』で2002年42号（9月25日発売）から2004年34号（7月21日発売）までの間、連載されたラブコメ漫画。単行本は週刊少年サンデーコミックから全8巻で出版。
また、本作品はドラマCDを経てアニメ化もされ、アニメ版は独立UHF放送局のちばテレビの他、TVK・テレビ埼玉・KBS京都・テレビ愛知・サンテレビの計6局、及び、アニマックスでも放送された。アニマックスは胸が露出しているシーンなどに修正が加えられた再編集版での放送だったが、再放送版の第一話のみ露出している。全13話で、チバテレビでは2004年（平成16年）4月4日から同年6月27日の23時30分 - 24時00分、アニマックスでは2004年（平成16年）5月9日から同年8月8日の期間放送された。
正治が美鳥との暮らしの中で遭遇する出来事をコメディ調で描くというのが基本的な筋である。また、美鳥と正治の関係についても、コメディのためか遅々としたものではあるものの次第に深まっていくように描かれている。
通常のラブコメではメインヒロインが他のサブヒロイン達と主人公を巡って対立する役割を与えられるが、メインヒロインの美鳥が正治の右手という他人には隠しとおすべき存在であるため、表立って貴子やルーシィとの主人公争奪戦に参加させることができないため、ラブコメであるにも関わらず三角関係等が発生せず、サブヒロインの貴子やルーシィらは専ら空回りの目立つドタバタ要員として描かれることとなった。
「右手が恋人」というダブルミーニングからなる特異なネタを元とした漫画としては長期の連載となっており、単純に変なキャラクターを登場させてドタバタ劇を描くという場合も多い。これは上記の特徴とともにこの漫画のドタバタコメディ色を強めている。
本作品も既に終盤に差し掛かると、サブヒロインを含む余剰要員の退場が始まり、美鳥と正治の関係をシリアスに描く傾向が強くなった。そこでは、各々の退場に際して美鳥が自分の現状を省みるという描写を含んでいる。貴子以外の女性キャラクターはそのまま退場し、貴子は正治に勇気を振り絞って告白したがふられるという形で退場することとなった。なお、この貴子の告白と、それを振り切って美鳥を選んだ正治の態度は、美鳥を強く刺激し、美鳥が自発的に自分の体に戻るきっかけとなる。また、最後の2回においては、正治、美鳥ともに自分の想いを相手に伝えるという展開となっており、正治が最後まで消極的だったアニメ版とは異なる展開である。
アニメ連動企画のラジオ番組「美鳥のLOVEダイアリー」が放映開始に先駆けて開始された。

## あらすじ
喧嘩に明け暮れる荒んだ日々を送る高校生の沢村正治は、その強さと凶暴さから「悪魔の右手」を持つ「狂犬」とあだ名され、周りから恐れられていた。彼自身は彼女がいるバラ色の高校生活を送ることを夢見ているのだが、その悪評ゆえに女性は皆恐れをなして逃げてしまうため、まともに女性と話すこともできず悶々とした日々を送っていた。
そんなある日正治の右手が突然女の子に変わってしまう。その彼女は春日野美鳥という正治に片思いをしていた女の子だった。内気な彼女は正治と付き合いたいという思いを長い間遂げられないまま過ごしており、そんな自分から逃げるように魂だけ正治の右手に乗り移ってきたのである。
右手の美鳥は、正治への想いを隠すことなく表現するといった、本当の自分とは正反対の明るく積極的な女の子だった。また、この美鳥に最初こそ困惑していた正治も、彼女との生活に安らぎを感じるようになり、次第に彼女を必要不可欠な存在としてることになる。
その一方で、正治達は「右手が恋人」という状態で学園生活を送ることになり、そのため色々なトラブルを引き起こしたり巻き込まれたりしてしまう。また、正治は喧嘩早いものの男気のある性格であるため、他の女性達からも次第に好かれるようになっていくが、これも美鳥を含む彼女達と正治とのトラブルの元になっていく。

## 登場人物

### 共通する登場人物
沢村 正治（）
声 - 谷山紀章 / 幼年期 - 斎藤千和
本作の主人公。「悪魔の右手」を持つ男、「狂犬サワムラ」と恐れられる高校2年生。ある日突然右手が美鳥となってしまい、それから美鳥との共同生活を余儀なくされ彼女に振り回されてしまう。三白眼で喧嘩っ早くいかにも不良といった外見ながら、義侠心に厚く優しさも持ち合わせた人間で、美鳥以外の女性からも好意を寄せられている。しかし、恋愛には不器用かつシャイで、女性経験に乏しい事から、それに気がつかない朴念仁でもある。美鳥に振り回されながらも、次第に、彼女に惹かれていく。
春日野 美鳥（）
声 - 中原麻衣
本作のヒロイン。正治の右手となって現れた少女。有名な私立小倉橋高校に通う1年生のお嬢様である。正治の右手にいる間、自分自身の体は昏睡状態になっている。かつては、正治に中学時代から3年間も片思いをしていたが、それを告白することが出来ない臆病で内気な性格で、本人もそんな自分に嫌気がさしていたが、正治の右手となってからは、素直に自分の想いを表す明るく元気で積極的な性格になっている。ただ、正治の恋人（妻）として空回り気味の頑張りを見せたり、他の女性への嫉妬を見せたりすることで、正治を振り回すことも多い。
綾瀬 貴子（）
声 - 高木礼子
正治の同級生でクラスの（事実上の）委員長。当初はその生真面目な性格から正治を嫌っていたが、不良に絡まれていたところを正治に助けられたことに加え、舎弟のオサムを助けるために体を張るという正治の男気のある行動を目にしたことにより、彼に好意を抱くようになる。しかし、自分の気持ちを素直に表現することが出来ず、正治につい高飛車に接してしまい後悔することを繰り返しているツンデレな女の子。生真面目かつ気丈に振る舞っているが、内面は繊細な面を持つ。また、多少妄想癖がある。
真行寺 耕太（）
声 - 釘宮理恵
美鳥の幼馴染で同じ高校に通う男の子。謎の昏睡状態に陥った美鳥を助けるため、正治に対して色々と協力を求めていく。ただ、原作ではその過程で彼に惚れてしまった紅弁天の猫部に女装を強要された事が始まりではあったが、正治に対して好きになるという怪しいキャラになり、果ては女装までしてしまうというお笑い要員の要素が強くなる。アニメ版では、美鳥の想いを成就することを助けるキーパーソンとして活躍することになる。明るく誠実かつ真面目な性格から友人も多いが、幼少時は消極的で臆病だったらしい。
高見沢 修一（）
声 - 上田祐司
クラスの中では極めて存在感が薄く、フィギュアやパペットが好きな典型的なオタクの高校生。特に劇中アニメの「うるとらまりん」関連のそれを好んでいる。美鳥に興味を持ち詮索したため、正治にバックドロップを決められてしまい、一時期性格が変わるもののすぐに元に戻る。結局、彼は美鳥の正体を突き止め、その事実を糧に美鳥にコスプレをさせたり、美鳥パペットを作ったりしてしまう。
沢村 凛（）
声 - 湯屋敦子 / 幼年期 - 高橋美佳子
正治の姉で、彼の天敵でもある。元・暴走族で今でも多くの舎弟を抱えている。横暴かつ気紛れな性格で、ふらふらと外をほっつき歩き、たまに家に帰ってきては正治から生活費を巻き上げるというとんでもない姉であるが、実は弟思いである。正治以外で美鳥の正体を知った最初の人間で、その後は美鳥に正治の過去を教えてやったりと、よく接している。かなりの酒豪で、酔うと記憶を失って大暴れしてしまう。
月島 栞（）
声 - 田村ゆかり
正治の家の近所に住む小学生の少女。多少ませていて、正治が彼氏であるかのように振る舞っていた。それは家で継母との問題を抱えていることの反動だったが、正治に諭されて継母と和解する。また、同級生の男の子から告白された時も正治に諭され、それを受け入れることとなる。
宮原 オサム（）
声 - 野島裕史
正治に心酔し舎弟となっている高校生。かなりのお調子者でトラブルメーカー。正治からは「宮」と呼ばれている。原作ではルーシィなどの女性に積極的にアタックするも無残に振られるという役回りで描かれることが多い。
春日野 遥（）
声 - 大原さやか
美鳥の母親。昏睡状態となった美鳥を救うために、最先端医療から呪術の類まで、様々な手段を試みる。最終的には、呪術師のアドバイスに従い、美鳥自身が自分の体に魂を戻すことを選ぶ日を待ち続けることになる。
岩崎 紅子（）
声 - 桑谷夏子
美鳥と同じく小倉橋高校に通う女子高生。美鳥に好きな人に気持ちを伝える事の大切さを教えた友人であり、彼女が元気になるのを待っている。ラクロス部所属。
滝口 由真（）
声 - 小林沙苗
外見は「うるとらまりん」にそっくりなドジっ子少女。このため高見沢が一目惚れをして、正治の協力を得てヤンキーに扮してナンパを試みることになる。しかし、彼女は実は春原女子高のスケ番「春原の由真」であり、キレると本性をあらわし、凶暴になり、それを目のあたりにしたのが原因で高見沢は避けるようになってしまう。

### 原作のみの登場人物
ルーシィ・ウィンラッド
アメリカからやって来た留学生。来日早々トラブルに巻き込まれていたところを正治に助けられ、正治を現代ニッポンに残る数少ないサムライと勘違いし、好意を抱くことになる。非常に積極的で美鳥や貴子の心配をよそに正治に対する激しいアプローチを繰り返していく。
槙葉 奈緒（）
正治と同級生の何でもこなす天才少女。無口で何を考えているか分からないところがあるが、何故か右手の美鳥に好意を抱いている（正治に対しても微妙に?）。勉学運動何をやらせても完璧であり、正治も金のために女装して出場した泥レス大会で対戦して全く手も足も出なかったほど（最終的には正治の正体に気付いてわざと棄権するのだが）。父の史郎に対しては美鳥を狙っているためか、かなり冷たい態度を取る事が多いが、時には父親思いな一面も見せている。
槙葉 史郎（）
奈緒の父親。いわゆるマッドサイエンティストで、右手の美鳥を実験材料にするべく様々な手段で捕獲を試みる。が、その度に奈緒に妨害されて失敗に終わり、お仕置きされてしまう。遂には奈緒を模したアンドロイドまで作り、その2体目は「ナオング」として正治と美鳥を追い詰めるが、奈緒の精神をコピーしていた事が災いして暴走し大破、またまた奈緒の怒りを買ってその修理を命じられる。
向坂 久（）
凛の恋人でトレジャーハンター。財宝を求めて世界を飛び回っている。トマホークという名のフェレットを飼っており、いつも肩に乗せている。
猫部 美紅（）
耕太にのっぴきならぬ好意を抱くスケバングループリーダー（他に3人のメンバーがいる）。耕太の女装の師匠でもあり、耕太を女装させることにこの上ない喜びを感じている。名前のとおり猫顔である。滝口由真とは犬猿の仲である。
鎌木 梨奈（）
桜田門高校の生徒会長で、その表裏を支配する存在。通称「カマキリ夫人」であるが、その名を呼ばれると怒る。正治にベタ惚れで、彼に対する妄想癖を全開させる事が多い。
スズカ
梨奈の付き人で、木刀使い。梨奈に惚れている。
鮫島 哲夫（）・鮫島 葵（）
井上の作品『葵DESTRUCTION!』に登場する主人公親子。葵は女性と見紛う姿の男性であり、夫は彼の息子である。葵に惚れ込む門下生の多さに哲夫の苛立ちは募る一方で、成り行きから正治により葵を鍛え直す事になる。

浅野 ゆきな（）
正治の小学生時代の初恋の相手。現在はBL系同人誌制作に入れ込むオタク（腐女子）である。

### その他の登場人物
森山 みるく（）
劇中の巨乳AV女優。代表作は「みるくボンバイエ」。
ジゴロウ
声 - 上田祐司
アニメ版のみ登場。正治の家付近に出没する丸々と太った野良猫。何かと酷い目に遭うことが多い。

## 単行本
1. 2003年（平成15年）1月18日発売 ISBN 4-09-126651-7
2. 2003年（平成15年）4月18日発売 ISBN 4-09-126652-5
3. 2003年（平成15年）7月18日発売 ISBN 4-09-126653-3
4. 2003年（平成15年）10月18日発売 ISBN 4-09-126654-1
5. 2004年（平成16年）3月18日発売 ISBN 4-09-126655-X
6. 2004年（平成16年）4月17日発売 ISBN 4-09-126656-8
7. 2004年（平成16年）6月18日発売 ISBN 4-09-126657-6
8. 2004年（平成16年）10月18日発売 ISBN 4-09-126658-4（通常版） / ISBN 4-09-159024-1（特別限定版：美鳥のフィギュアストラップ付き）

## アニメ

### 特徴
アニメ版は、小学館及び『週刊少年サンデー』初の新作UHFアニメであり、1クール（3か月間）番組として製作されたため、短い枠に合わせて原作から適宜エピソードを拾って物語を構成するというコラージュのような作品となっていることが特徴である。ただし、拾った各々のエピソードは台詞回しに至るまでかなり忠実に再現されており、原作の色を反映させるという点ではかなり忠実なものとなっている。
また、それぞれの回は特定のキャラクターを中心にするべくエピソードがかき集められて構成されることが多くなっており、このためドタバタコメディ色が原作と比べて一層強くなっている。これもアニメ版の特徴である。
この他、アニメ版の特徴として湘南モノレール及びその沿線風景が物語の舞台のモデルとなっていることが挙げられる。これは本作の監督を担当した小林常夫が神奈川県の出身であることから、小林が要望したためである。物語の舞台は架空の街の設定であるが、その描写は実在のものにほぼ忠実である。
なお通常放送の約3年後あたる、2007年（平成19年）5月14日から8月6日まで、TOKYO MXにて放送された。今作品の地上波における全日帯での放送は初めてとなる。放送時間は月曜日の18時30分 - 19時00分となり、この時間帯で放送する関係上、番組冒頭に「本番組で一部不適切な表現がありますが作品のオリジナリティを尊重するため、そのまま放送します。ご了承ください。」とことわり文を表示し、胸が露出しているシーンなど、夕方に放送する際に不適切と思われるシーンでは映像にぼかしをいれるなどの修正が加えられている（1話では地上波版素材を用い、局側で修正したため、修正にかなり違和感のある放送となった。ただし、2話以降は先行放送されたアニマックスの再編集版を用いており、比較的に違和感のない修正となっていた）。

### スタッフ
- 原作 - 井上和郎（小学館「少年サンデーコミックス」刊）
- 監督 - 小林常夫
- キャラクターデザイン - 楠本祐子
- サブデザイン - もりやまゆうじ、佐光幸恵、宇佐美皓一、三好和也、杉藤さゆり、井上敦子
- メインアニメーター - 松坂定俊
- 美術監督 - 東潤一
- 色彩設計 - 佐藤祐子
- 撮影監督 - 松本敦穂
- 編集 - 森田清次
- 音楽 - 平野義久
- 音楽制作 - ランティス
- 音響監督 - 菊田浩巳
- アニメーションプロデューサー - 松井将司
- プロデューサー - 山崎敏文、河野聡、村田祐一、押切万耀
- 製作 - 小学館、バンダイビジュアル、東宝、ぴえろ

### 主題歌
オープニングテーマ
「センチメンタル」
作詞・作曲 - rino / 編曲 - 鈴木雅也 / 歌 - CooRie
エンディングテーマ
「もう少し…もう少し…」
作詞・作曲・編曲・歌 - アツミサオリ
「JUNK BOY」（第1話）
作詞 - 薫理 / 作曲 - ARG / 編曲 - 2LUV / 歌 - KAORI 2 LUV
挿入歌
「小さな手紙」（第7話）
作詞・作曲 - rino / 編曲 - 大久保薫 / 歌 - CooRie
「一雫」（第8話）
作詞・作曲 - rino / 編曲 - 大久保薫 / 歌 - 中原麻衣

### 各話リスト
| 話数   | サブタイトル        | 脚本       | 絵コンテ     | 演出               | 作画監督                |
| ------ | ------------------- | ---------- | ------------ | ------------------ | ----------------------- |
| DAYS01 | 右手no恋人          | 世田八智   | 小林常夫     | 須間雅人           | 田中比呂人              |
| DAYS02 | 二人no想い          | 佐藤卓哉   | サトウシンジ | サトウシンジ       | 窪詔之                  |
| DAYS03 | 発見no日々          | 池田眞美子 | 鴫野彰       | 新倉つばさ         | 小林理                  |
| DAYS04 | 秘密no発覚!?        | 阪口和久   | よしざね桜   | 鎌倉由実           | 本橋秀之、中島里恵      |
| DAYS05 | アイnoチカラ        | 阪口和久   | 鴫野彰       | わたなべぢゅんいち | 窪詔之                  |
| DAYS06 | 栞noラブラブ大作戦! | 佐藤卓哉   | サトウシンジ | サトウシンジ       | 猫野那智子              |
| DAYS07 | はじめてnoデート    | 川端信也   | 潮乱太       | 中村賢太朗         | 芝田努                  |
| DAYS08 | 右手noセイジ        | 池田眞美子 | 宮崎なぎさ   | 林有紀             | 本橋秀之、中島里恵      |
| DAYS09 | タッキーno日々      | 阪口和久   | 今千秋       | 今千秋             | 芝美奈子、小森篤 窪詔之 |
| DAYS10 | ココロno距離        | 佐藤卓哉   | 榎本明広     | 秋田谷典昭         | 江上夏樹                |
| DAYS11 | 運命no再会          | 池田眞美子 | よしざね桜   | よしざね桜         | 小林理                  |
| DAYS12 | 突然no別れ          | 池田眞美子 | 佐藤卓哉     | 林有紀             | 本橋秀之、中島里恵      |
| DAYS13 | 二人no日々          | 池田眞美子 | 小林常夫     | 須間雅人           | 楠本祐子、芝美奈子      |

### 放送局
| 放送地域 | 放送局       | 放送期間               | 放送日時           | 放送区分       | 備考             |
| -------- | ------------ | ---------------------- | ------------------ | -------------- | ---------------- |
| 神奈川県 | TVK          | 2004年4月3日 - 6月26日 | 土曜 24:30 - 25:00 | 独立UHF局      |                  |
| 千葉県   | ちばテレビ   | 2004年4月4日 - 6月27日 | 日曜 23:30 - 24:00 | 独立UHF局      |                  |
| 埼玉県   | テレビ埼玉   | 2004年4月4日 - 6月27日 | 日曜 24:35 - 25:05 | 独立UHF局      |                  |
| 京都府   | KBS京都      | 2004年4月4日 - 6月27日 | 日曜 25:15 - 25:45 | 独立UHF局      |                  |
| 兵庫県   | サンテレビ   | 2004年4月6日 - 6月29日 | 火曜 24:00 - 24:30 | 独立UHF局      |                  |
| 愛知県   | テレビ愛知   | 2004年4月6日 - 6月29日 | 火曜 26:28 - 26:58 | テレビ東京系列 |                  |
| 日本全域 | アニマックス | 2004年5月9日 - 8月8日  | 日曜 23:30 - 24:00 | CS放送         | リピート放送あり |

## CDドラマ
- 『CDドラマ 美鳥の日々「はじめまして」』（2004年（平成16年）1月21日、ランティス LACA-5243）